# Harry Langdon
Harry Philmore Langdon (15 de junho de 1884 – 22 de dezembro de 1944) foi um ator, produtor e roteirista norte-americano, que foi considerado um dos melhores comediantes de Hollywood da era do cinema mudo. Nascido em Council Bluffs, Iowa, ele atuou em filmes entre 1903 a 1944. Sua carreira começou em 1903 no vaudeville. Seus filmes mais conhecidos são The Strong Man (1926) e Tramp, Tramp, Tramp (1926), ambos dirigidos por Frank Capra. Ele foi um grande parceiro de Oliver Hardy.
Harry Langdon faleceu em Los Angeles, Califórnia, vítima de hemorragia cerebral. Seu túmulo está localizado no Grand View Memorial Park, em Los Angeles.